# Namak
Namak (perz. نَمَک) je slano jezero u središnjem Iranu, podijeljeno između Komske, Semnanske i Isfahanske pokrajine. Smješteno je oko 40 km sjeveroistočno od Kašana, 60 km istočno od Koma, te 130 km južno od Teherana. Jezero ima površinu od 1560 km², dubinu do 1,0 m i zapremninu od 0,78 km³, no navedene vrijednosti mogu bitno oscilirati ovisno o godišnjem dobu ili sušama zbog kojih ponekad potpuno ishlapi. Vodom se napaja prvenstveno pomoću rijeka koje pritječu sa Zagrosa i Alborza. Prosječna nadmorska visina površine jezera jest 788 m. U širem smislu Namak podrazumijeva i depresiju odnosno jedan od osam unutrašnjih sljevova zemlje. Istočni dijelovi Namaka zajedno s Dašt-e Kavirom staništem su raznim životinjskim vrstama i zaštićeni su kao nacionalni park.

## Etimologija
Puno ime jezera na perzijskom jeziku glasi Darjače-je Namak (دَریاچه نَمَک) što podrazumijeva slano jezero. Druga imena pod kojima se pojavljuje u literaturi su Darjače-je Kom (Komsko jezero), Darjače-je Save (Savsko jezero), Darjače-je Aran va Bidgol (Aransko-bidgolsko jezero) i Kavir-e Masile (Masilska slana močvara).

## Zemljopis
Namak se nalazi na sjeveru Iranske visoravni i dijeli slične geološke i stratigrafske karakteristike s pustinjom Dašt-e Kavir koja se proteže prema istoku. Prožimajuća zona sastoji se od horstova prekambrijske kristalizirane podloge i sedimenata paleozojske platforme, a na površini prevladavaju kambrijsko-trijaske sedimentne stijene u ravnicama odnosno magmatske stijene na uzvisinama. Litoralni pojas prema zapadu izrazito je blagog nagiba, dok je na ostalim stranama nešto strmiji zbog planinskih padina Nare-Har-Kuha (1325 m) na sjeveru, Siah-Kuha (1840 m) na sjeveroistoku, Kuh-e Sefid-Aba (1374 m) na jugoistoku, te Kuha-je Jahaba (2180 m) na jugu. Prilikom visokog vodostaja jezero ima oblik jednakostraničnog trokuta sa stranicama duljine 60 km odnosno približne površine od 1560 km², dok tijekom ljeta nakupljena voda brzo ishlapi ostavljajući slano bijelo prostranstvo. Na jugu Namaka nalazi se brdo Kuh-e Sargardan koje ovisno o razini vode povremeno postaje otokom površine 13 km². Najbliža jezera Namaku su Gadir-e Asb smješten 20 km istočno na identičnoj nadmorskoj visini, te Hovz-e Soltan koji se nalazi oko 90 km prema zapadu na +10 m većoj visini. Veliki karavan-saraji poput Dair-e Gačina i Sangi-Muhamedabada svjedoče da su se ravnicama između Namaka i Hovz-e Soltana povijesno protezali putevi koji su spajali Teheran i Raj na sjeveru s Komom, Kašanom, Isfahanom i Jazdom na jugu. Oko 2,5 km južno od Namaka nalazi se i Abas-šahov karavan-saraj (poznat i kao Marandžab).

## Hidrologija
| Naslage soli u Namakovom bijelom prostranstvu |  | Naslage soli u Namakovom bijelom prostranstvu |
| Naslage soli u Namakovom bijelom prostranstvu |  |                                               |

Rud-e Kara-Čaj, Rud-e Šur i Kom-Rud predstavljaju glavne rijeke koje se u Namak slijevaju iz pravca Zagrosa, dok su Džadž-Rud s pritokom Karadž-Rudom od sporedne važnosti zbog izradnje brana na padinama Alborza. Prema podatcima iz 1960-ih godina, pojedinačni prosječni istjek Kara-Čaja i Kom-Ruda iznosio od 4,2 m³/s u listopadu do 311 m³/s tijekom poplavnih sezona. Ostali manji pritoci koji napajaju Namak uključuju Rud-e Namak, Rud-e Šur-Ab, Rud-e Ab-Barik i Rud-e Kasem-Beki na jugu, te Rud-e Godar-Taki i Češme-Hari na istoku. Zbog vrlo blage konfiguracije terena, unutrašnje delte bez oticanja rasprostranjen su fenomen diljem depresije.
U širem hidrološkom i hidrogeološkom smislu, Namak predstavlja žarište jednog od osam iranskih unutrašnjih sljevova. Vrhovi Alborza na sjeveru čine razvodnicu koja ga odvaja od slijeva Kaspijskog jezera, Zagros na zapadu odvaja ga od slijeva Perzijskog zaljeva, dok razvodnice prema porječja Zajande-Ruda na jugu i Dašt-e Kaviru na istoku nisu strogo orografski određene. Namakov slijev obuhvaća površinu od 92.544 km² od čega 42.020 km² (45,4%) otpada na planine, a 50.524 km² (54,6%) na ravnice i sporedna jezera. Ovo područje relativno je gusto naseljeno i na njemu se nalazi nekoliko velikih iranskih gradova kao što su Teheran, Arak, Kom, Kašan, Kazvin, Hamadan i Golpajegan. Nadmorska visina slijeva kreće se od 787 m pri dnu Namaka do 3200 m na Kuh-e Karkasu odnosno 4375 m na Alborzu. Hidrolozi slijev Namaka dodatno dijele na šest dijelova: porječja Rud-e Kara-Čaja, Rud-e Šur, Kom-Ruda, Džadž-Ruda, Arak s jezerom Kavir-e Mejkanom, te sami Namak s užom okolicom.
Okolicom samog jezera prevladava hladna pustinjska klima (BWk) s prosječnom temperaturom od 17,5°C odnosno količinom padalina od 100-200 mm godišnje, dok se u ostatku slijeva ovisno o visini pojavljuju i hladna stepska (BSk), sredozemna (Csa) i snježno-šumska klima (Dsa) s temperaturom od ispod 5°C odnosno količinom padalina iznad 800 mm. Paleoklimatološka istraživanja pokazuju da je prilikom posljednjeg ledenog doba količina padalina bila 48,4% veća i prosječna temperatura 5,6°C niža u odnosu na današnju što se jako odrazilo na geomorfologiju. Hladni klimatski uvjeti uzrokovali su stvaranjem ledenjaka na okolnim gorjima, a početna egzaracija odnosno kasnija fluvijalna erozija oblikovali su plodne aluvijalne terase na kojima su pronađene neke od najstarijih prapovijesnih civilizacija u Iranu (npr. Tape-Sialk u Kašanu). Sudeći prema jezerskim rubnim terasama, postoje čvrste indicije da su Namak i Hovz-e Soltan nekad bili spojeni u jedno jezero.

## Flora i fauna
| Smuđ(Sander lucioperca)  |  | Smuđ(Sander lucioperca)               |
| Smuđ (Sander lucioperca) |  | Azijski gepard (A. jubatus venaticus) |

| Volovod (Orobanche) |  | Volovod (Orobanche) |
| Volovod (Orobanche) |  | Cistanche tubulosa  |

Flora Namaka uvjetovana je klimom i visokim stupnjem saliniteta, a uključuje rodove Alhagi, Suaeda, Seidlitzia i Tamarix. U užoj okolici jezera također prevladavaju rodovi Artemisia, Astragalus, Pteropyrum, Zygophyllum i Amygdalus, te razni sukulenti i halofiti karakteristični za pustinjske i polupustinjske predjele. Fauna depresije uključuje više vrsta sisavaca, gmazova i ptica. Među sisavce spadaju divlja koza, divlja ovca, argal, crvena lisica, sivi vuk, karakal, prugasta hijena, zec, onager i gazela, a među ptice Ammomanes cinctura, Carpospiza brachydactyla, Chlamydotis undulata, Cursorius cursor, Oenanthe albonigra, Pterocles coronatus, Ptyonoprogne obsoleta, Rhodopechys githaginea i Scotocerca inquieta. Zbog prisutnosti ugroženih vrsta poput perzijskog leoparda i azijskog geparda, istočni Namak je zajedno s Dašt-e Kavirom zaštićen kao nacionalni park. Riblja fauna jezera zbog promjenjivog vodostaja i visokog saliniteta usko je vezana sa zapadnim ušćima pritoka, a identificirane vrste su Acanthobrama terraesanctae, Alburnoides bipunctatus, Alburnoides namaki, Aphanius arakensis, Barbatula angorae, Barbatula bergiana, Barbatula farsica, Barbus mursa, Capoeta aculeata, Capoeta buhsei, Capoeta capoeta, Capoeta damascina, Capoeta fusca, Paracobitis iranica, Paracobitis malapterura, Sander lucioperca i Squalius cephalus. Introducirane vrste uključuju Coregonus lavaretus, Oncorhynchus mykiss, Pimephales promelas, Salmo trutta i Salvelinus fontinalis.

## Poveznice
- Zemljopis Irana
- Popis iranskih jezera